# 弥生町 (秦野市)
弥生町（やよいちょう）は、神奈川県秦野市に存在する町丁である。丁番を持たない単独町名であり、住居表示実施済み区域。

## 地理
弥生町は、秦野市にある秦野盆地の西側、小田急小田原線の渋沢駅から北西側に少し離れた場所に位置する。同市の西地区に存在する町丁である。周辺は南東で春日町、南西で並木町、北西で堀西、北東で堀川とそれぞれの同じ西地区の町丁や大字と接する
。

### 地価
住宅地の地価は、2023年（令和5年）1月1日の公示地価によれば、弥生町6-39の地点で8万1000円/m2となっている。

## 世帯数と人口
2023年（令和5年）4月1日現在（秦野市発表）の世帯数と人口は以下の通りである。
| 町丁   | 世帯数  | 人口    |
| ------ | ------- | ------- |
| 弥生町 | 517世帯 | 1,049人 |

### 人口の変遷
国勢調査による人口の推移。
| 年                 | 人口  |
| ------------------ | ----- |
| 1995年（平成7年）  | 1,267 |
| 2000年（平成12年） | 1,228 |
| 2005年（平成17年） | 1,181 |
| 2010年（平成22年） | 1,070 |
| 2015年（平成27年） | 1,002 |
| 2020年（令和2年）  | 964   |

### 世帯数の変遷
国勢調査による世帯数の推移。
| 年                 | 世帯数 |
| ------------------ | ------ |
| 1995年（平成7年）  | 433    |
| 2000年（平成12年） | 448    |
| 2005年（平成17年） | 449    |
| 2010年（平成22年） | 442    |
| 2015年（平成27年） | 423    |
| 2020年（令和2年）  | 431    |

## 学区
市立小・中学校に通う場合、学区は以下の通りとなる（2015年11月時点）。
| 番地 | 小学校           | 中学校           |
| ---- | ---------------- | ---------------- |
| 全域 | 秦野市立西小学校 | 秦野市立西中学校 |

## 事業所
2021年（令和3年）現在の経済センサス調査による事業所数と従業員数は以下の通りである。
| 町丁   | 事業所数 | 従業員数 |
| ------ | -------- | -------- |
| 弥生町 | 13事業所 | 52人     |

### 事業者数の変遷
経済センサスによる事業所数の推移。
| 年                 | 事業者数 |
| ------------------ | -------- |
| 2016年（平成28年） | 16       |
| 2021年（令和3年）  | 13       |

### 従業員数の変遷
経済センサスによる従業員数の推移。
| 年                 | 従業員数 |
| ------------------ | -------- |
| 2016年（平成28年） | 66       |
| 2021年（令和3年）  | 52       |

## 交通
- 路線バスでは、神奈川中央交通（神奈中バス）が当町の西側（堀西との境沿い）の道路で、渋沢駅から盆地の北西部などの地域まで走行している。
- 小田急小田原線渋沢駅（所在地は曲松）まで当町からは少し距離があるが、上記の神奈中バスを使って移動することができる。
- 道路については当町内には国道や神奈川県道は通っていない。当町外の近くに、国道246号や神奈川県道706号丹沢公園松原町線などが通っている。

## その他

### 日本郵便
- 郵便番号 : 259-1311[3]（集配局 : 秦野郵便局[17]）。